# Dennis Ayling
Dennis Ayling (Londres, 23 de junho de 1917 — Londres, 24 de outubro de 1998) é um especialista em efeitos visuais britânico. Venceu o Oscar de melhores efeitos visuais na edição de 1980 por Alien, ao lado de H. R. Giger, Carlo Rambaldi, Brian Johnson e Nick Allder.